# Цајтларн
Цајтларн (њем. Zeitlarn) општина је у њемачкој савезној држави Баварска. Једно је од 41 општинског средишта округа Регенсбург. Према процјени из 2010. у општини је живјело 5.806 становника. Посједује регионалну шифру (AGS) 9375213.

## Географски и демографски подаци
Цајтларн се налази у савезној држави Баварска у округу Регенсбург. Општина се налази на надморској висини од 333 метра. Површина општине износи 16,1 km². У самом мјесту је, према процјени из 2010. године, живјело 5.806 становника. Просјечна густина становништва износи 360 становника/km².